# NGC 1194
NGC 1194 is een spiraalvormig sterrenstelsel in het sterrenbeeld Walvis. Het hemelobject werd op 23 november 1883 ontdekt door de Franse astronoom Édouard Jean-Marie Stephan.

## Synoniemen
- PGC 11537
- UGC 2514
- MCG 0-8-78
- ZWG 389.68
- IRAS03012-0117